# Thyridanthrax dolgovskayae
Thyridanthrax dolgovskayae är en tvåvingeart som beskrevs av Zaitzev 1998. Thyridanthrax dolgovskayae ingår i släktet Thyridanthrax och familjen svävflugor. Inga underarter finns listade i Catalogue of Life.